# 普里普特尼 (赫梅利尼茨基州)
50°6′14″N 26°55′33″E / 50.10389°N 26.92583°E

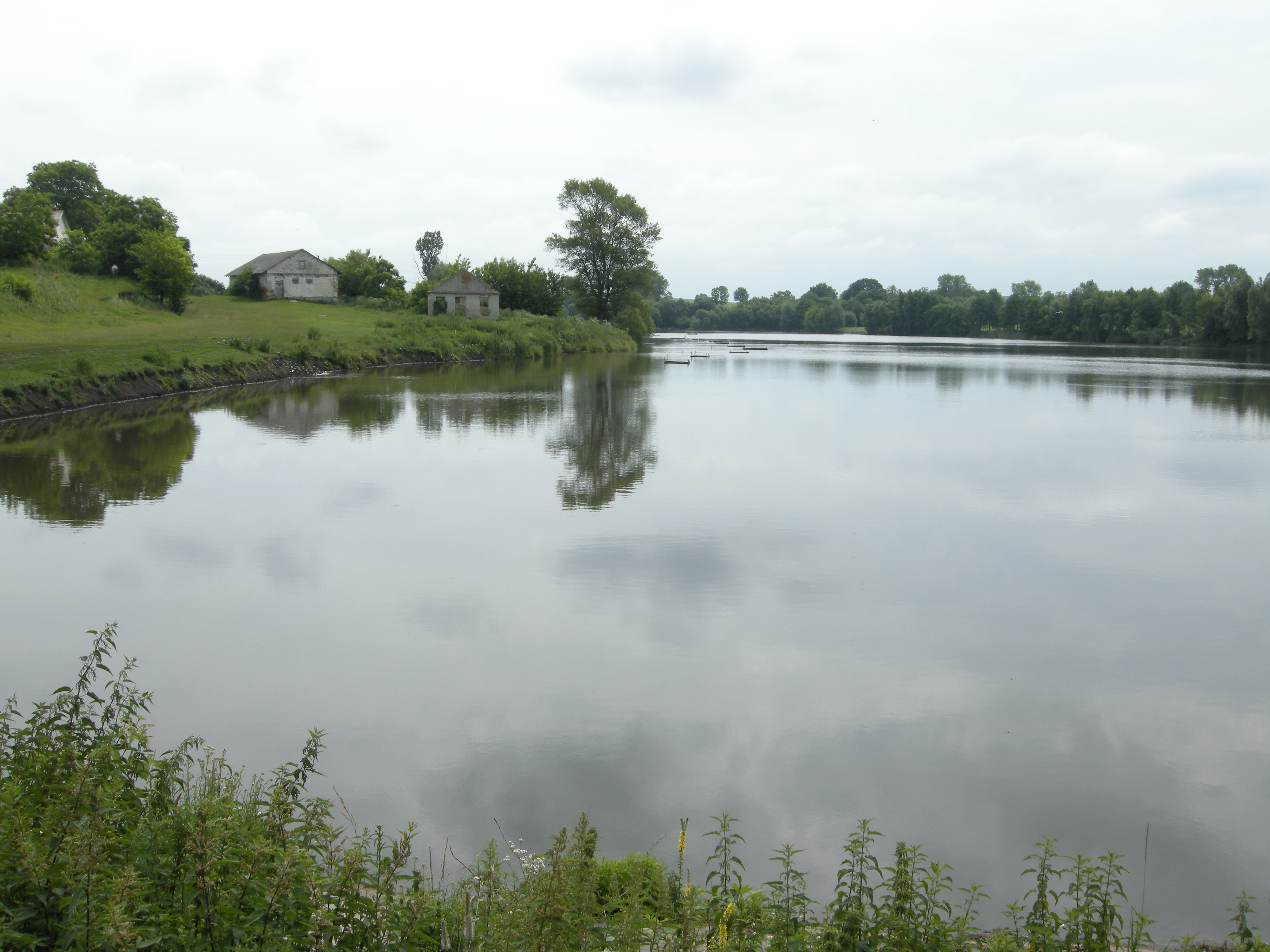
普里普特尼的自然景观

普里普特尼（羅馬化：Pryputni）是烏克蘭西部的村莊，隸屬赫梅利尼茨基州的舍佩蒂夫卡區。該村始建於1818年，面積1.66平方公里，海拔高度254米，2001年人口556，人口密度每平方公里335.1人。